# Roger Souchère
Pour les articles homonymes, voir Souchère.
Roger Souchère, né le 21 février 1899 à Courbevoie et mort le 2 juillet 1963, est un architecte et résistant français, membre de l'OCM et fondateur du réseau Cincinnatus.

## Biographie

### Franc-maçonnerie
Roger Souchère était franc-maçon, il fut initié le 7 mai 1924, passé le 3 décembre 1924 et élevé à la Maîtrise le 2 décembre 1925.
Il occupa successivement les postes et rangs suivant :
- Trésorier entre 1926 et 1927.
- Deuxième Surveillant entre 1928 et 1929.
- Premier Surveillant entre 1930 et 1932.
- Installé dans la Chaire le 25 juin 1932.
- Vénérable Maître de « Confiance » n°25 entre 1929 et 1930.
- Il rejoint le Grand Collège Provincial de Neustrie en tant que Grand Archiviste Provincial en février 1930.
- Il est nommé Deuxième Grand Surveillant Provincial lors de la Tenue de la Grande Loge Provinciale du 20 mars 1933 puis confirmé lors de celle du 20 mars 1936.

Il démissionne avec fracas le 1er mai 1937, avant de demander sa réintégration le 15 avril 1940,.

### Seconde Guerre mondiale

#### Guerre de 1940
Roger Souchère est mobilisé lors de la bataille de France en tant que capitaine d’artillerie, l'issue du conflit voit le IIIe Reich l'emporter. Durant l'occupation de la France par les troupes allemandes le pays est coupé en deux, avec la zone occupée, où il va animer des réseaux de Résistance à partir d'août 1940, et la zone libre contrôlée par le régime de Vichy jusqu'au 10 novembre 1942 et l'invasion de cette zone par les troupes allemandes et italiennes lors de l'opération Anton.

#### Résistance
« Participa en août 1940 très activement à la création de la Résistance et anime divers mouvements. Fait usage de ses connaissances pour obtenir des résultats dans les domaines les plus divers : renseignements, fabrication d'engins, impression journaux, recrutement de patriotes, évasion de prisonniers. Grâce à son courage et son sang-froid empêche l'arrestation de nombreux camarades », déclaration du ministre des anciens combattants du 28 février 1951, fiche de renseignements de Roger Souchère pour sa nomination au rang d'officier de la Légion d'honneur.
Il est capitaine des FFI, 18e région. Il est possible de consulter son dossier administratif de résistant, n°GR 16 P 295705, en salle de lecture Louis XIV du Château de Vincennes.

##### L'OCM
Décembre 1940, l'Organisation Civile et Militaire naît en zone occupée de deux groupes dirigés par Jacques Arthuys et Maxime Blocq-Mascart. Roger Souchère fait partie de la première direction et occupe le poste de chef d'état major sous les ordres de Jacques Arthyus, industriel et chef du mouvement.
L'OCM est décapitée avec l'arrestation de ce dernier le 22 décembre 1941, il meurt en déportation en juillet 1943. Le réseau survit, Maxime Blocq-Mascart et le colonel Alfred Touny en reprennent la tête. La direction est reformée avec deux nouvelles recrues : Jacques-Henri Simon et Jacques Rebeyrol.
Roger Souchère aura fait partie de la direction d'un des organismes de Résistance les plus importants de la zone occupée. Ses réseaux auront donné aux services de renseignements de Londres de nombreuses informations, qui permirent aux armées alliées de préparer et de réaliser le débarquement de Normandie dans les meilleures conditions.

##### Cincinnatus
Il crée en parallèle le réseau Cincinnatus qui aidait des femmes et des hommes à franchir la ligne de démarcation. Il est arrêté le 30 août 1941 pour faits de résistance, peu avant Jacques Arthyus. Il est interné à la Santé puis à Fresnes avant d'être déporté en Autriche.

#### Déportation
Roger Souchère, matricule n°26174, part de Compiègne le 16 avril 1943 avec le transport I.93 en direction du camp de Mauthausen où il arrive le 18 avril 1943. Il fait partie des déportés de l'opération Meerschaum.
Lors de son parcours au sein du complexe concentrationnaire, il est affecté le 16 août 1943 au Kommando de Wiener Neudorf, camp annexe créé le 3 août 1943 et détaché du KL de Mauthausen. De nombreux prisonniers politiques y travailleront jusqu’au 23 août 1944. Il est ensuite affecté au camp central de Mauthausen-Gusen, son appellation après l'été 1940, l’un des camps les plus durs et les plus meurtriers du système de concentration nazi.
Il est libéré du camp de Mauthausen le 24 avril 1945 et est rapatrié à Annecy le 29 avril 1945. Il fait partie des libérations anticipées par la Croix-Rouge,,.

### L'après-guerre
La Seconde Guerre mondiale prend fin avec la capitulation de l'empire du Japon le 2 septembre 1945, quelques mois après la capitualtion de l'Allemagne nazie le 8 mai 1945.
Roger Souchère est très investi dans les associations, il est notamment :
- Président de l'amicale du réseau Hector-Cincinnatus.
- Président de la section Paris-Ouest de l'association des français libres.
- Membre du conseil d'administration de l'amicale des déportés de Mauthausen.

## Vie privée

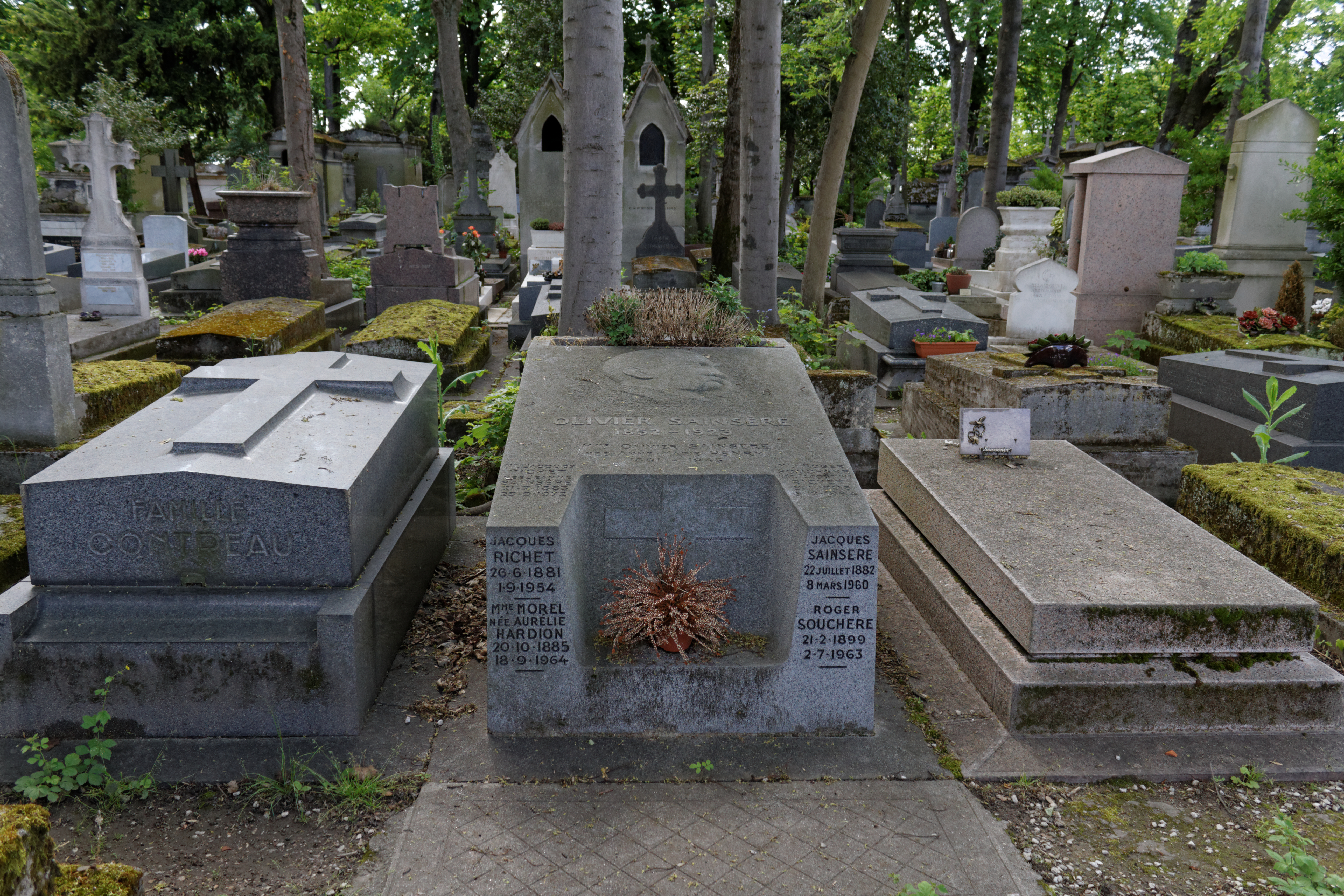
Tombe de Roger et Jacqueline Souchère au cimetière du Père-Lachaise.

Fils de Paul Louis Scipion Souchère et de Marie Charlotte Gitton, il épouse le 17 décembre 1921 Émilie Marie Lescuyer de Savignies. Leur divorce est prononcé le 19 décembre 1945 et il épouse le 2 avril 1946 Marie Amélie Jacqueline Richet, rescapée du camp de Ravensbrück, avec qui il aura
Jeanne Souchère.
Il est inhumé au cimetière du Père-Lachaise (41e division).

## Décorations

### Légion d'honneur
- Le 18 novembre 1945, Roger Souchère est nommé chevalier de la Légion d'honneur, en qualité d'ex capitaine des FFI.
- Le 17 mai 1951, il est nommé officier de la Légion d'honneur par décret du ministre des anciens combattants, en qualité de déporté résistant.
- Le 31 décembre 1962, il est nommé commandeur de la Légion d'honneur par décret du ministre des armées, en qualité d'ancien Lieutenant Colonel des FFC.

### Médailles
| Ruban                            | Décoration                                                                          |
| -------------------------------- | ----------------------------------------------------------------------------------- |
| Chevalier de la Légion d'honneur | Commandeur de la Légion d'honneur                                                   |
|                                  | Croix de guerre 1939-1945 avec 1 palme, 1 étoile de vermeil et 1 étoile de bronze   |
|                                  | Médaille de la Résistance avec rosette                                              |
|                                  | Médaille des services militaires volontaires                                        |
|                                  | Croix du combattant volontaire de la Résistance                                     |
|                                  | Croix du combattant                                                                 |
|                                  | Médaille commémorative des services volontaires dans la France libre (médaille FFL) |
|                                  | Médaille commémorative française de la guerre 1939-1945,                            |
|                                  | Médaille de la déportation pour faits de Résistance (1948)[réf. souhaitée]          |

## Le Patriote Résistant
Témoignage de Roger Souchère dans « Le Patriote Résistant », journal national à publication mensuelle de la FNDIRP, paru au mois de février 2008 :

### Ses écrits
- Roger Souchère, « Gustave Umbdenstock, un grand patron disparaît… », L'Architecture française, no 2, déc. 1940, p. 49.